# Ay Yapım
Ay Yapım is een Turkse producent van films en televisieseries. Ay Yapım is onder leiding van Kerem Çatay opgericht in 2005. Ay Yapım series worden in meer dan 20 landen gepubliceerd en bekeken, zoals de Balkan, Africa, het Midden-Oosten en zelfs delen van Zuid-Amerika. Het media bedrijf staat bekend om zijn wereldwijde populaire series zoals de liefdesserie Aşk-ı Memnu uit 2008-2010 en de misdaadserie Ezel uit 2009-2011, die vooral in de Balkan en het Midden-Oosten goed bekeken werd. Op 8 oktober 2012 kwam van deze producent Karadayı een drama- en actieserie op de buis. 

## Producties

### Televisieseries en films
| Startdatum | Televisieseries en films  | Hoofdrolspelers                                                                 | Televisiezender  |
| ---------- | ------------------------- | ------------------------------------------------------------------------------- | ---------------- |
| 2018       | Çarpışma                  | Kıvanç Tatlıtuğ, Elçin Sangu, Alperen Duymaz, Melisa Aslı Pamuk                 | Show TV          |
| 2018       | Şahsiyet                  | Haluk Bilginer, Cansu Dere                                                      | Puhu TV          |
| 2018       | 8. Gün                    | Burcu Biricik, Buğra Gülsoy, Musa Uzunlar                                       | atv              |
| 2017       | Ufak Tefek Cinayetler     | Gökçe Bahadır, Aslıhan Gürbüz, Mert Fırat, Bade İşcil, Tülin Özen               | Star TV          |
| 2017       | Çukur                     | Aras Bulut İynemli, Dilan Çiçek Deniz, Ercan Kesal, Erkan Kolçak Köstendil      | Show TV          |
| 2017       | Fi                        | Ozan Güven, Serenay Sarıkaya, Mehmet Günsür                                     | Puhu TV          |
| 2016       | Bu Şehir Arkandan Gelecek | Kerem Bürsin, Leyla Lydia Tuğutlu, Gürkan Uygun                                 | atv              |
| 2016       | Cesur ve Güzel            | Kıvanç Tatlıtuğ, Tuba Büyüküstün                                                | Star TV          |
| 2016       | İçerde                    | Çağatay Ulusoy, Aras Bulut İynemli, Çetin Tekindor, Bensu Soral                 | Show TV          |
| 2016       | Bana Sevmeyi Anlat        | Kadir Doğulu, Seda Bakan, Mustafa Üstündağ                                      | FOX              |
| 2016       | Kırık Kalpler Bankası     | Haluk Bilginer, Hazal Kaya, Serkan Keskin                                       | Film             |
| 2015       | Delibal                   | Çağatay Ulusoy, Leyla Lydia Tuğutlu                                             | Film             |
| 2015       | Analar ve Anneler         | Sinem Kobal, Hazar Ergüçlü, Okan Yalabık                                        | atv              |
| 2015       | Kara Sevda                | Burak Özçivit, Neslihan Atagül, Kaan Urgancıoğlu                                | Star TV          |
| 2015       | Beş Kardeş                | Serkan Keskin, Osman Sonant, Tansu Biçer, Nadir Sarıbacak, Nihal Yalçın         | Kanal D          |
| 2014       | Bi Küçük Eylül Meselesi   | Farah Zeynep Abdullah, Engin Akyürek                                            | Film             |
| 2014       | Kurt Seyit ve Şura        | Kıvanç Tatlıtuğ, Farah Zeynep Abdullah                                          | Star TV          |
| 2014       | Kara Para Aşk             | Engin Akyürek, Tuba Büyüküstün                                                  | atv              |
| 2013       | Medcezir                  | Çağatay Ulusoy, Serenay Sarıkaya                                                | Star TV          |
| 2013       | 20 Dakika                 | Tuba Büyüküstün, İlker Aksum                                                    | Star TV          |
| 2012       | Son                       | Yiğit Özşener, Nehir Erdoğan, Erkan Can, Berrak Tüzünataç, Engin Altan Düzyatan | atv              |
| 2012       | Karadayı                  | Kenan İmirzalıoğlu, Bergüzar Korel, Çetin Tekindor, Yurdaer Okur                | atv              |
| 2011       | Kuzey Güney               | Kıvanç Tatlıtuğ, Buğra Gülsoy, Öykü Karayel, Bade İşçil                         | Kanal D          |
| 2011       | Al Yazmalım               | Seçkin Özdemir, Özge Özpirinçci, Barış Falay, Nesrin Cavadzade                  | atv              |
| 2010       | Fatmagül'ün Suçu Ne?      | Beren Saat, Engin Akyürek, Fırat Çelik                                          | Kanal D          |
| 2009       | Ezel                      | Kenan İmirzalıoğlu, Cansu Dere, Yiğit Özşener, Barış Falay                      | Show TV, atv     |
| 2008       | Aşk-ı Memnu               | Beren Saat, Kıvanç Tatlıtuğ, Nebahat Çehre, Selçuk Yöntem, Hazal Kaya           | Kanal D          |
| 2007       | Menekşe ile Halil         | Sedef Avcı, Kıvanç Tatlıtuğ                                                     | Kanal D, Star TV |
| 2007       | Samanyolu                 | Özcan Deniz, Vildan Atasever                                                    | atv              |
| 2007       | Dudaktan Kalbe            | Aslı Tandoğan, Burak Hakkı                                                      | Show TV          |
| 2007       | Aşk Yeniden               | Türkan Şoray, Cihan Ünal, Zerrin Tekindor, Merve Boluğur                        | Kanal D          |
| 2006       | Yaprak Dökümü             | Halil Ergün, Güven Hokna                                                        | Kanal D          |